# Fabriciana subpekinensis
Fabriciana subpekinensis är en fjärilsart som beskrevs av Belter 1935. Fabriciana subpekinensis ingår i släktet Fabriciana och familjen praktfjärilar. Inga underarter finns listade i Catalogue of Life.